# Медаль «За похвальную службу» (Вооружённые силы США)
Медаль «За похвальную службу» (англ. Meritorious Service Medal) — военная награда Вооружённых сил США, которой удостаиваются военнослужащие США за выдающиеся заслуги или службу, после 16 января 1969 года. После событий 11 сентября 2001 года медаль может присуждаться за выдающиеся военные достижения в специально отведённых театрах военных действий.